# ماکاریفکا
ماکاریفکا (به لاتین: Makaryevka) یک منطقهٔ مسکونی در روسیه است که در سرزمین آلتای واقع شده‌است.